# Oppenweiler
Oppenweiler (jusqu'en 1942 : Reichenberg) est une commune de Bade-Wurtemberg (Allemagne), située sur la rivière Murr à 25 kilomètres de la capitale régionale Stuttgart. Située dans l'arrondissement de Rems-Murr, elle appartient à la région de Stuttgart, au district de Stuttgart et à la région métropolitaine de Stuttgart.

## Géographie
Oppenweiler fait partie du parc naturel de la forêt souabe-franconienne (de) et du bassin du Neckar. Oppenweiler est aussi membre du syndicat d'eau de la vallée de la Murr, dont la mission est la protection contre les inondations.
Outre les lieux-dits proches de Reichenberg, Ellenweiler, Rüflensmühle, Reichenbach, Aichelbach, Zell, Rohrbach, Schiffrain, Wilhelmsheim, Unterstaigacker, la commune d'Oppenweiler comprend également le village isolé de Bernhalden dans la vallée de la Lauter.
À Aichelbach se trouve actuellement la plus grande zone de construction d'Oppenweiler, le Neufeld, à l'est de la ligne de chemin de fer.
Le quartier de Schiffrain, où se trouve la clinique spécialisée Wilhelmsheim pour les personnes dépendantes, offre, grâce à sa situation à environ 400 m d'altitude, une belle vue sur le village et le château de Reichenberg ainsi que sur la baie de Backnang, Winnenden, Waiblingen et Stuttgart.
Répartition des sols
Selon les données de l'Office statistique du Land de Bade-Wurtemberg, 2014.

## Histoire
Vu la toponymie et le contexte historique, on suppose qu'Oppenweiler et les villages environnants ont été créés à l'époque carolingienne. La première mention d'Oppenweiler remonte à l'année 1114. Au XIIe siècle, les margraves de Bade acquièrent Oppenweiler à partir de possessions spadoises ou impériales. Le château de Reichenberg (de), construit en 1230 et surplombant la commune, est pendant des siècles siège de l'administration et de la juridiction. Les seigneurs Sturmfeder d'Oppenweiler, dont la présence est attestée pour la première fois en 1293, sont d'abord au service de Bade, puis, à partir du XIVe siècle, au service de Württemberg, après que ce dernier a progressivement acquis des biens badois autour d'Oppenweiler. Fief wurtembergeois des seigneurs Sturmfeder, qui appartiennent à la chevalerie libre d'Empire, Oppenweiler ne fait pas directement partie de l'État de Württemberg, mais du Canton de chevalerie Kocher auquel les Sturmfeder sont rattachés.

## Démographie
| Année             | Habitants |
| ----------------- | --------- |
| 1er décembre 1871 | 1 710     |
| 1er décembre 1880 | 1 750     |
| 1er décembre 1890 | 1 674     |
| 1er décembre 1900 | 1 687     |
| 1er décembre 1910 | 1 834     |
| 16 juin 1925      | 1 604     |
| 16 juin 1933      | 1 643     |
| 17 mai 1939       | 1 832     |
| 13 septembre 1950 | 2 486     |
| 6 juin 1961       | 3 056     |

| Année            | Habitants |
| ---------------- | --------- |
| 27 mai 1970      | 3 487     |
| 31 décembre 1980 | 3 518     |
| 25 mai 1987      | 3 720     |
| 31 décembre 1990 | 3 832     |
| 31 décembre 1995 | 4 021     |
| 31 décembre 2000 | 4 196     |
| 31 décembre 2005 | 4 310     |
| 31 décembre 2010 | 4 103     |
| 31 décembre 2015 | 4 161     |

## Culture locale et patrimoine

### Monuments

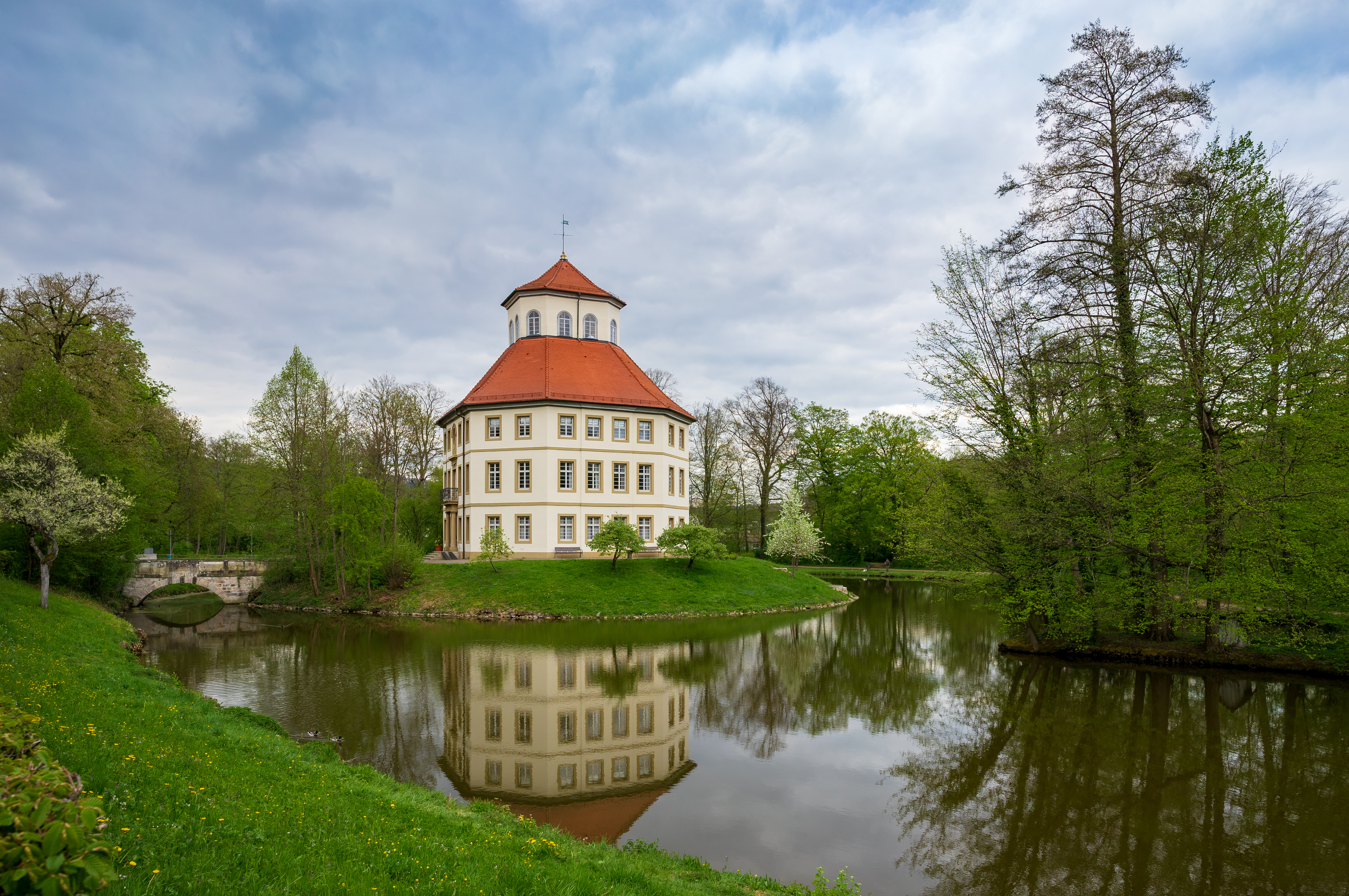
Le palais entouré d'eau, actuellement la mairie.

- Le site de la commune est dominé par le Burg Reichenberg (de).
- La mairie se trouve dans le palais, le Wasserschloss Oppenweiler (de), édifié en 1782 par les seigneurs locaux. Il se trouve sur l'emplacement d'un Wasserburg antérieur, sur une île au milieu du lac du parc.